# Abuta steyermarkii
Abuta steyermarkii là một loài thực vật có hoa trong họ Biển bức cát. Loài này được (Standl.) Standl. mô tả khoa học đầu tiên năm 1944.